# Stefan Löfven
Kjell Stefan Löfven (Stockholm, 21 juli 1957) is een Zweeds politicus van de Zweedse sociaaldemocratische arbeiderspartij. Van 3 oktober 2014 tot 30 november 2021 was hij premier van Zweden. Eerder was hij onder meer voorzitter van IF Metall, een Zweedse vakbond.

## Biografie
Löfven werd geboren in de Zweedse hoofdstad Stockholm en groeide op in een pleeggezin in Sollefteå; zijn biologische vader overleed voor zijn geboorte en zijn moeder was niet in staat voor hem te zorgen. In zijn tienerjaren sloot hij zich aan bij de sociaaldemocratische jeugdbeweging. Een studie maatschappelijk werk aan de Universiteit van Umeå voltooide hij niet. Vanaf eind jaren zeventig was Löfven jarenlang werkzaam in de metaalindustrie. Van 2006 tot 2012 was hij vakbondsleider van IF Metall.

### Partijleider en premier
In januari 2012 werd Löfven verkozen tot partijleider van de Sveriges socialdemokratiska arbetareparti (Socialdemokraterna). Op 3 oktober 2014 volgde hij Fredrik Reinfeldt op als premier van Zweden, nadat de zittende centrumrechtste regering de parlementsverkiezingen van september 2014 had verloren. De nieuwe regering onder leiding van Löfven bestond uit een coalitie van de sociaaldemocraten en de groenen, die samen slechts een minderheid in het parlement hadden. Meteen nam de nieuwe regering het initiatief om de Palestijnse staat officieel te erkennen.
Begin december 2014 raakte de begroting van zijn minderheidsregering niet door het parlement. Voor het eerst in 58 jaar viel een Zweeds kabinet voortijdig: na 62 dagen. Löfven kondigde daarom aanvankelijk aan dat hij vervroegde verkiezingen uit zou schrijven, maar nadat de regeringspartijen hadden onderhandeld met verschillende oppositiepartijen bleek de regering toch aan te kunnen blijven.
Bij de Zweedse parlementsverkiezingen 2018 vielen de sociaaldemocraten terug van 113 naar 101 zetels in de Riksdag, maar bleven wel de grootste partij. Löfven gaf te kennen dat hij premier wilde blijven, maar zei zich te realiseren dat het vormen van een regering moeilijk zou worden. Vervolgens werd hij op 25 september 2018 als premier weggestemd. Hij bleef aan als waarnemend premier en wist op 18 januari 2019 alsnog voldoende steun van de Riksdag te krijgen voor een tweede termijn, ditmaal als premier van een minderheidscoalitie van Socialdemokraterna en Miljöpartiet, met parlementaire steun van de Centerpartiet en Liberalerna. Zijn tweede kabinet ging op 21 januari 2019 van start.
De intentie om het huurplafond (de bovengrens van huurprijzen) af te schaffen, leidde in juni 2021 tot een regeringscrisis. Gedoogpartner de Vänsterpartiet zegde het vertrouwen in de regering op, waarna een motie van wantrouwen werd ingediend door de Sverigedemokraterna. Deze motie kon, met steun van oppositiepartijen Moderaterna en Kristdemokraterna, rekenen op een meerderheid en daarmee werd de val van Löfvens regering een feit. Oppositieleider Ulf Kristersson waagde een poging om een nieuw kabinet te vormen, maar deze mislukte, waarna Löfven erin slaagde om tegen de verwachtingen in een doorstart te maken: samen met de Miljöpartiet formeerde hij zijn derde kabinet, een minderheidsregering die steunde op slechts 116 van de 349 zetels. Bij de stemming in het parlement kreeg Löfven 173 tegenstemmen, twee te weinig voor de oppositie om hem nogmaals weg te sturen. Daarmee kon Löfven voorlopig verder regeren.
In augustus 2021 kondigde Löfven zijn vertrek aan als leider van de sociaaldemocratische partij. Aan zijn opvolger in die functie zou hij tevens het premierschap overdragen. Op het partijcongres op 4 november 2021 was minister van Financiën Magdalena Andersson de enige kandidaat en werd zij unaniem verkozen tot de nieuwe partijleider. Zij loste Löfven uiteindelijk op 30 november 2021 af als premier.
- Gemeinsame Normdatei: 1107885558
- International Standard Name Identifier: 0000 0004 1877 5605
- Parlement.com: vjnpgo6309go
- LIBRIS: 365624
- Virtual International Authority File: 305241293
- WorldCat: E39PBJwhxgJBdfTRY4yV8RQpfq